# Jan Babczyszyn
Jan Babczyszyn (ur. 12 marca 1958 w Gostyniu) – animator kultury, radiowiec, restaurator, popularyzator polskich tradycji kulinarnych, dyrektor Instytutu Skrzynki – Instytutu Dokumentacji, Rozwoju i Promocji Dziedzictwa Kulturowego i Kulinarnego Powiatu Poznańskiego .
W 1980 roku ukończył z wyróżnieniem Uniwersytet im. Adama Mickiewicza w Poznaniu na Wydziale Bibliotekoznawstwa i Informacji Naukowej . Będąc jeszcze studentem, działał w ruchu kultury studenckiej, a po uzyskaniu dyplomu kierował Centrum Kultury Akademii Medycznej „Medyk” i klubem „Eskulap”. Tworzył i prowadził poznańskie biuro Polskiego Stowarzyszenia Jazzowego .
Na początku lat 90. współtworzył pierwsze niezależne media w Poznaniu – Radio S Poznań (późniejsze Radio Eska) i TV ES – Studio Prywatne, gdzie pełnił funkcję dyrektora  . Był również współwłaścicielem i dyrektorem stacji radiowych działających w Wielkopolsce:
- Radio 88.4 Jazz FM,
- Radio 93.5 Klasyka FM,
- Radio 103.4 Pop FM[1] .

Prowadził agencję „Music Collection Agency”, w ramach której realizował koncerty, festiwale i produkcje muzyczne – opublikował ponad 50 tytułów na CD i DVD. Równolegle tworzył miejsca łączące sztukę z gastronomią, m.in. Platformę Artystyczną O.B.O.R.A., Muzyczną Wagę z Restauracją Nalewka oraz kawiarnię-restaurację „Pod pretekstem” .
Od lat 80. działa na styku kultury, gastronomii i promocji. Zainicjował i przez wiele lat kierował Ogólnopolskim Festiwalem Dobrego Smaku w Poznaniu, współtworzył też Polską Akademię Smaku, której był pierwszym prezesem. Zasiada w jury ogólnopolskich i regionalnych festiwali kulinarnych, m.in. „Europa na widelcu” we Wrocławiu, Europejskiego Festiwalu Smaku w Lublinie, Festiwalu Smaku w Grucznie czy Festiwalu Pasztetników i Potraw z Gęsi w Ostrzeszowie. Zajmuje się popularyzowaniem polskiej kuchni, wspieraniem współpracy wśród lokalnych producentów, działaniami edukacyjnymi z zakresu kulinariów i kultury oraz inicjatywami związanymi z turystyką kulinarną. Opracował i prowadzi szlak kulinarny „Smaki Powiatu Poznańskiego” .